# Merlucciidae
Ne doit pas être confondu avec Merlan.
Pour les articles homonymes, voir Colinet.
Famille
Les Merlus ou Merlucciidés (Merlucciidae) sont une famille de poissons marins.
En France le mot merlu désigne habituellement l'espèce Merluccius merluccius ; il est aussi appelé du terme générique « colin ».

## Taxons subordonnés
- sous-famille des Merlucciinae
  - Lyconodes  Gilchrist, 1922
  - Lyconus  Günther, 1887
  - Macruronus  Günther, 1873
  - Merluccius  Rafinesque, 1810
- sous-famille des Steindachneriinae
  - Steindachneria